# Лапченко Володимир Петрович
Володимир Петрович Лапченко — кандидат педагогічних наук, професор, талановитий музикант, диригент і викладач. 

## Життєпис
Народився 23 жовтня 1928 року в селі Валява Корсунь-Шевченківського району Черкаської області.
В 1949р. закінчив Київське державне музичне училище ім. Р. М. Глієра.
В 1954 р. закінчив Київську державну консерваторію імені П.І.Чайковського.
Створив та керував оркестром народних інструментів Українського радіо. Записав низку оригінальних авторських обробок українських народних пісень. В них – історія української пісні, творчості видатних співаків.
З 1954 по 1978-мі роки працював на посадах ст. викладача, доцента по класу народних інструментів Київського державного педагогічного інституту ім. О.М.Горького.
З 1978 року по конкурсу займав посаду доцента кафедри народних інструментів Київського державного інституту культури імені О.Є. Корнійчука, в якому з 1981 по 1986 р. (до періоду її реорганізації) був завідувачем кафедри народних інструментів.
З1997 по 2000 роки працював професором кафедри бандури і кобзарського мистецтва у Київському національному університеті культури і мистецтв.
Автор шести монографій у галузі аматорського народно-інструментального музикування школярів.
Видав 42 наукові публікації з проблем підготовки студентів музично-педагогічних спеціальностей з керівництва дитячими оркестрами народних інструментів.
З проблем методики викладання музики виховав 12 кандидатів педагогічних наук, які нині успішно працюють у педагогічних інститутах на музично-педагогічних факультетах м. Києва, обласних центрах України – деканами, завідувачами кафедр, обіймають посади доцентів, професорів.
З 2000 року, у зв’язку з виходом на заслужений відпочинок, обирається Вченою Радою почесним професором Київського національного університету культури і мистецтв.   

                                   Список рекомендованої літератури

Лапченко В.П.     Інструментальні ансамблі в початкових класах. – К.,
                             Музична Україна, 1969

Лапченко В.П.      Про психолого-педагогічні основи гри на музичних
                              інструментах. – К.,
                              Журнал «Радянська школа» №11, 1969., с.46-50

Лапченко В.П.       Організація роботи в гуртку народних інструментів. – К.,
                               Журнал «Початкова школа» №4, 1972, с.52-60

Лапченко В.П.       Педагогічні основи роботи в гуртку народних
                               інструментів. – К., Журнал «Початкова школа» №5, 1976,
                               с. 61-71
Лапченко В.П.       Методика початкового навчання гри в оркестрі народних
                               інструментів. – К.,
                               Музична Україна, 1985

Лапченко В.П.       Методичні рекомендації до спецкурсу «Формування
Лапченко В.П.        Дзвени бандуро з піснеспівом (навчальний посібник). 2008 